# Castello (Venise)
Pour les articles homonymes, voir Castello.
Castello est le plus oriental des six sestieri de Venise.

## Géographie

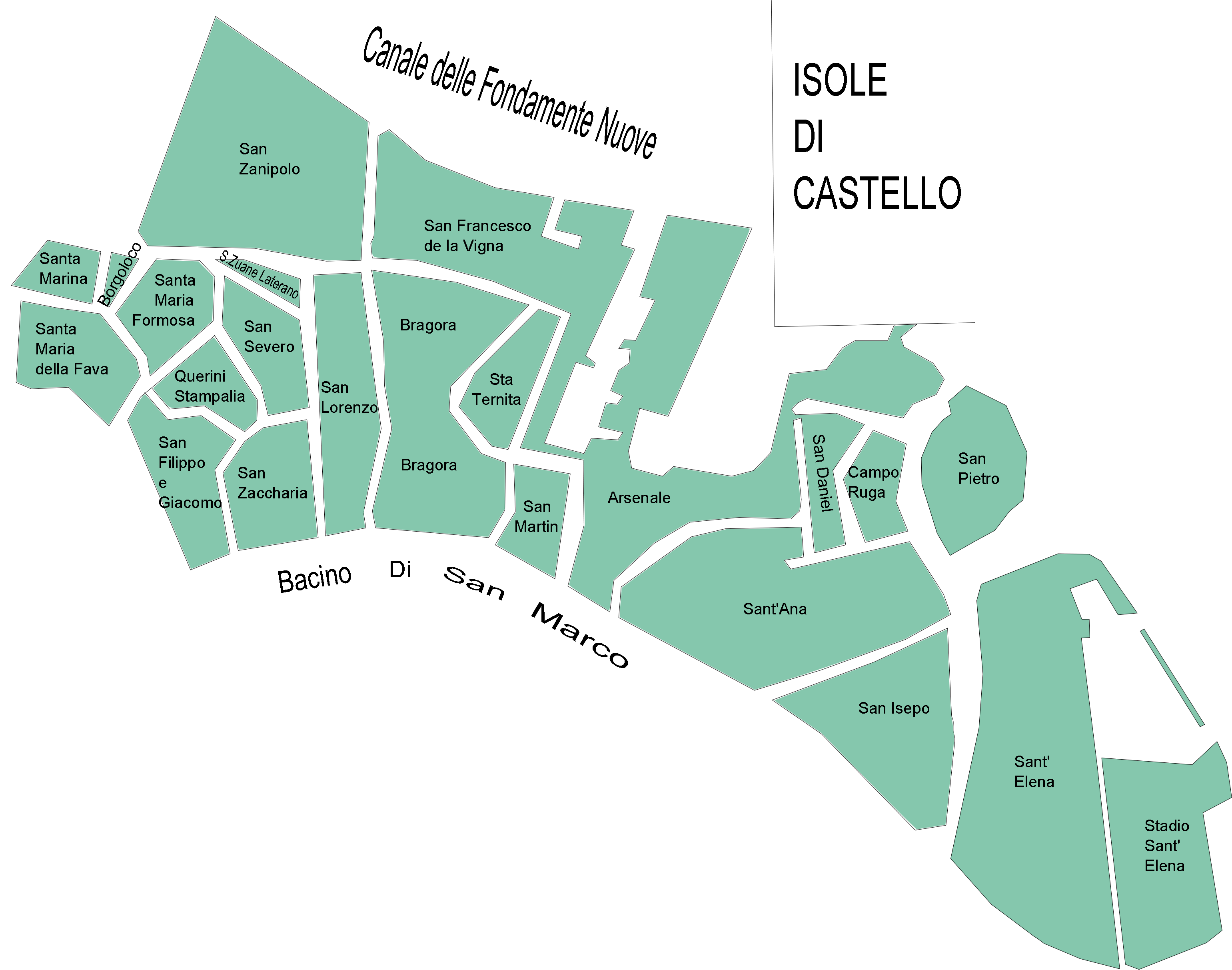
Les îlots de Castello.

Si l'on compare la forme de Venise à celle d'un poisson, Castello (Castelo en vénitien) en représente la queue, d'abord avec son rétrécissement à la hauteur de l'Arsenal puis avec sa fourche constituée par le Bassin de Carénage au nord et l'île de Sant'Elena au sud qui tend vers le Lido de Venise. On y trouve également la petite île de San Pietro.
Des Fondamente Nuove au Fondacco dei Tedeschi, mais sans toucher le Grand Canal, Castello est limitrophe du sestiere de Cannaregio, la limite longeant le rio dei Mendicanti vers le sud puis le rio de Santa Marina vers l'ouest et enfin le rio de San Lio vers le sud. À hauteur du rio del Fontego dei Tedeschi, commence le sestiere de San Marco, la limite étant formée par les rio de la Fava vers le sud, de San Zulian vers le sud-est, enfin de Palazzo vers le sud jusqu'au bassin de Saint-Marc, passant sous le pont des Soupirs.
Castello est le sestiere vénitien le plus étendu. Une grande partie de sa superficie est occupée par l'Arsenal et ses bassins, l'hôpital civil et les parcs des îles de San Pietro et de Sant'Elena.
Le sestiere fut subdivisé en treize contrade ou quartiers :
1. Sant'Antonin, autour de l'Église Sant'Antonino ;
2. San Biasio, autour de l'Église San Biagio ;
3. Santa Giustina, autour de l'Église Santa Giustina, détruite ;
4. San Lio, autour de l'Église San Leone IX Papa ;
5. Santa Maria Formosa, autour de l'Église Santa Maria Formosa ;
6. Santa Marina, autour de l'Église Santa Marina, détruite ;
7. San Martin, autour de l'Église San Martino ;
8. San Piero de Castelo, autour de la Basilique San Pietro Apostolo ;
9. San Provolo, autour de l'Église San Provolo, détruite ;
10. San Severo, autour de l'Église San Severo, détruite ;
11. Santa Ternita, autour de l'Église Santissima Trinità ;
12. San Zaninovo, autour de l'Église San Giovanni Nuovo ;
13. San Zuane in Bragora, autour de l'Église San Giovanni in Bragora.

## Histoire
Le nom de Castello dérive de fortifications situées dans l'île d'Olivolo, aujourd'hui l'île de San Pietro di Castello, au haut Moyen Âge.
On y trouve la Basilique de San Pietro de Castello, siège épiscopal jusqu'en 1807, année du transfert de l'évêché par Napoléon à la Basilique de Saint Marc, qui ne constituait jusque-là que la chapelle du Doge et qui n'était utilisée que pour des occasions spéciales.
Le Sestier de Castello est le plus oriental de la ville. Il est coupé en deux par l'étendue imposante de terre et d'eau que renferme l'Arsenal, ancien moteur industriel et complexe militaro-industriel au service de la puissance maritime de la Sérénissime.
Il existait une rivalité traditionnelle entre les ouvriers de l'Arsenal, les Castellani, et les pauvres pêcheurs de la paroisse San Nicolò dei Mendicoli, les Nicolotti. En 1705, pris dans l'ivresse de la lutte, ils en avaient oublié de répondre à l'appel des cloches à incendie. Les Doges ont du interdire leurs anciens combats de rues, de canaux et de ponts, le jour du Jeudi saint, trop meurtriers ou trop prenants. Cela s'est transformé en acrobaties telles que la montée de pyramides humaines ou des marches sur des fils tendus au-dessus de la Place Saint-Marc.
Au bout oriental du sestier se trouve Olivolo, aujourd'hui l'île de San Piero de Castelo, où fut édifié l'ancien siège patriarcal de la ville, déplacé en 1807 à la Basilique Saint-Marc, jusque-là chapelle privée du doge.
Placé en marge du centre politique, Saint-Marc, et du noyau commercial (Rialto) de la ville, le Sestier a toujours vécu essentiellement sur l'activité de l'Arsenal et sur les besoins d'entretien et de ravitaillement des navires ; activité qui ne survécut pas au milieu du XXe siècle, lorsque le développement technique des structures de production concourut à rendre ce complexe définitivement inadapté.
La dévastation et les dommages causés aux églises, couvents et autres bâtiments de la pointe de Sant'Antonio et ses environs au XIXe siècle, conduisirent à la réalisation des jardins publics actuels et la réalisation de la Biennale d'art, entre 1894 et 1987.
Dans la zone tirée de la bonification des lais autour de la petite île monastique de Sant'Elena furent construits le stade sportif Pier Luigi Penzo, l'École Militaire Navale Francesco Morosini, ainsi que le quartier urbain érigé entre 1924 et 1928.

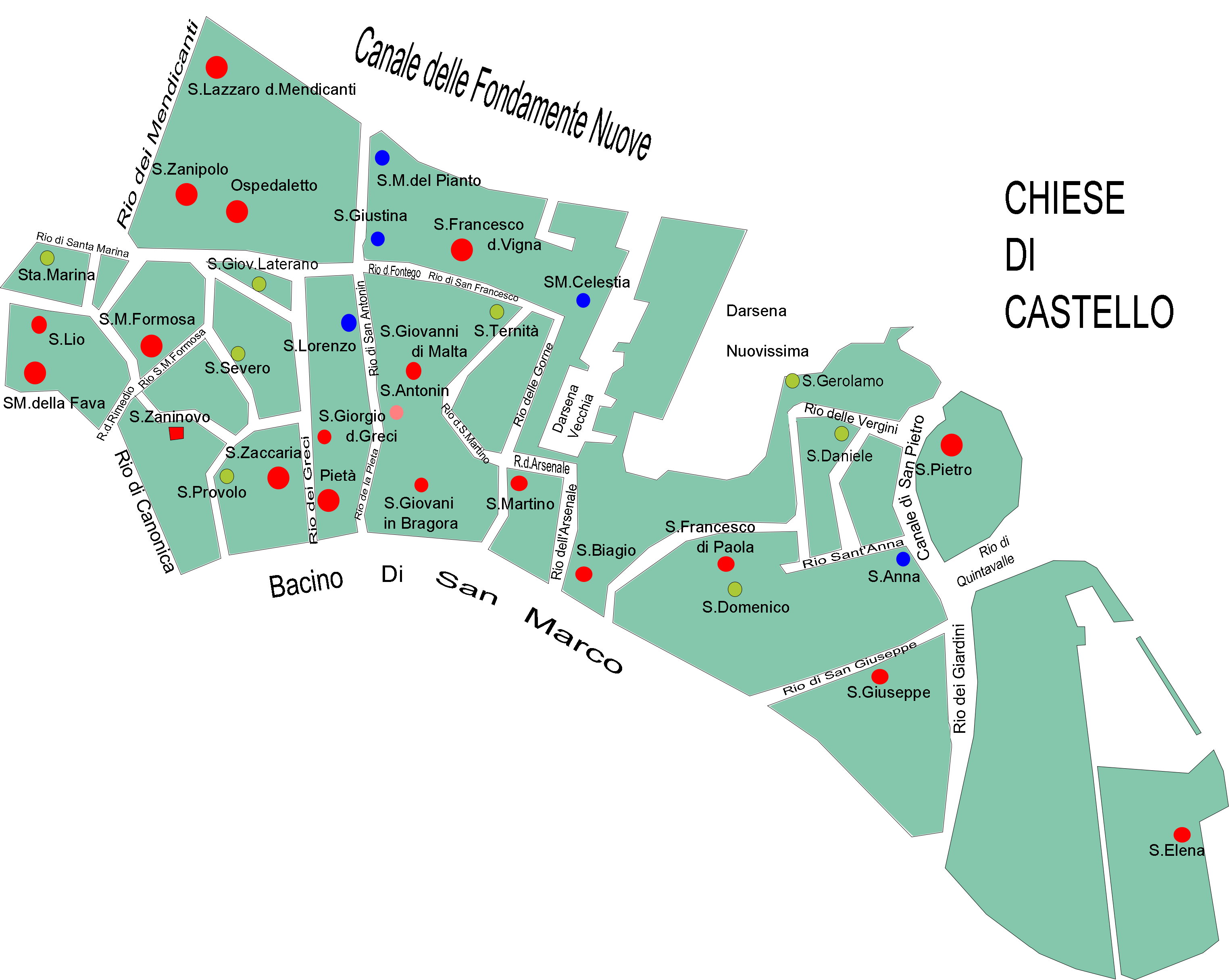
Les églises de Castello.

## Églises et monuments

### Églises
Castello héberge quelques édifices religieux remarquables comme Basilique de San Zanipolo, la Basilica San Pietro di Castello, San Francesco della Vigna et San Zaccaria. Les autres églises sont San Lio, Santa Maria Formosa, Saint Jean de Malte, San Giovanni Novo, San Giorgio dei Greci, San Antonin, San Giovanni in Bragora, San Giuseppe di Castello, San Martino, la Pietà (Santa Maria della Visitazione), Santo Biagio et Saint-François-de-Paule.

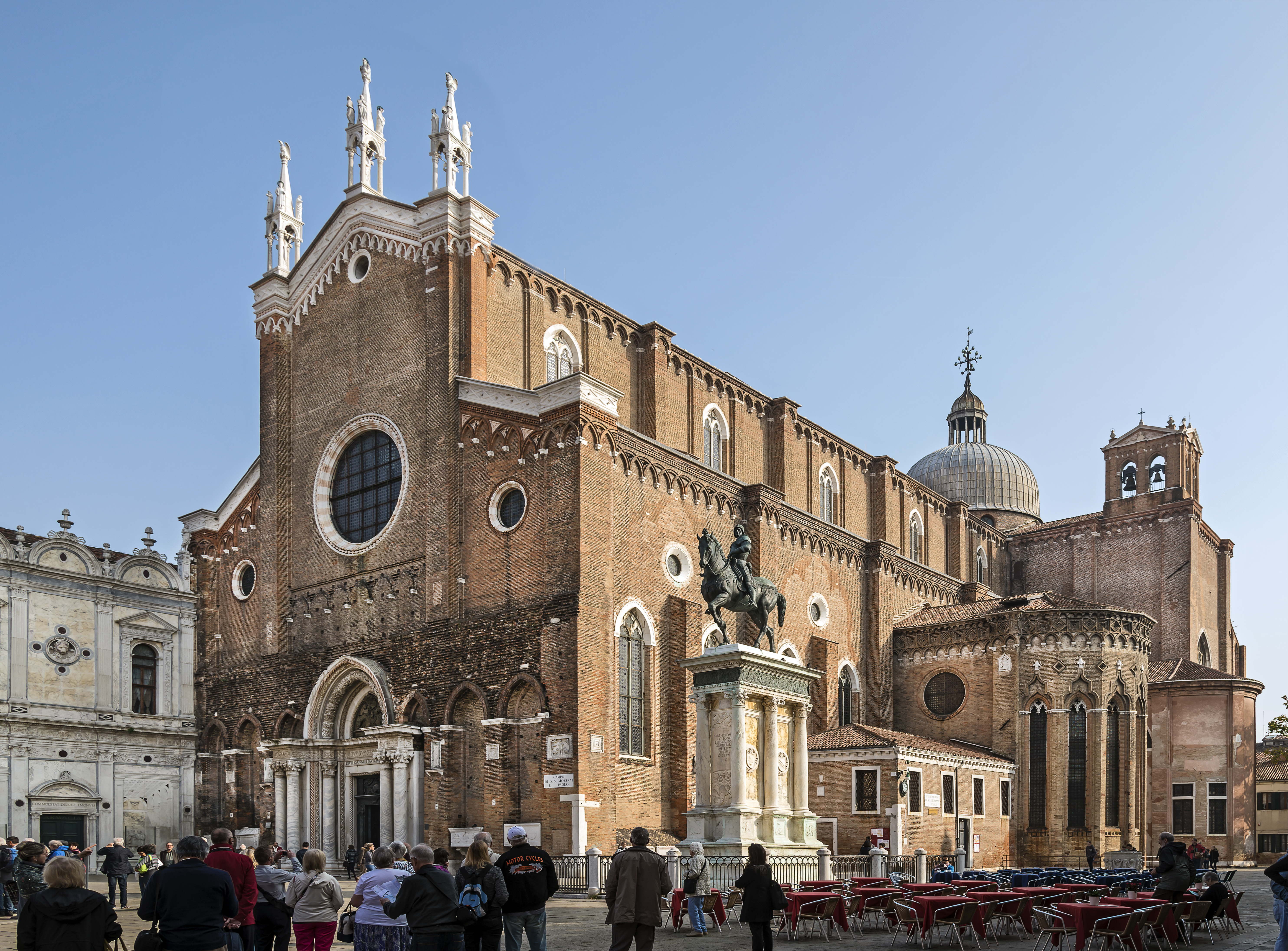
Basilique San Zanipolo
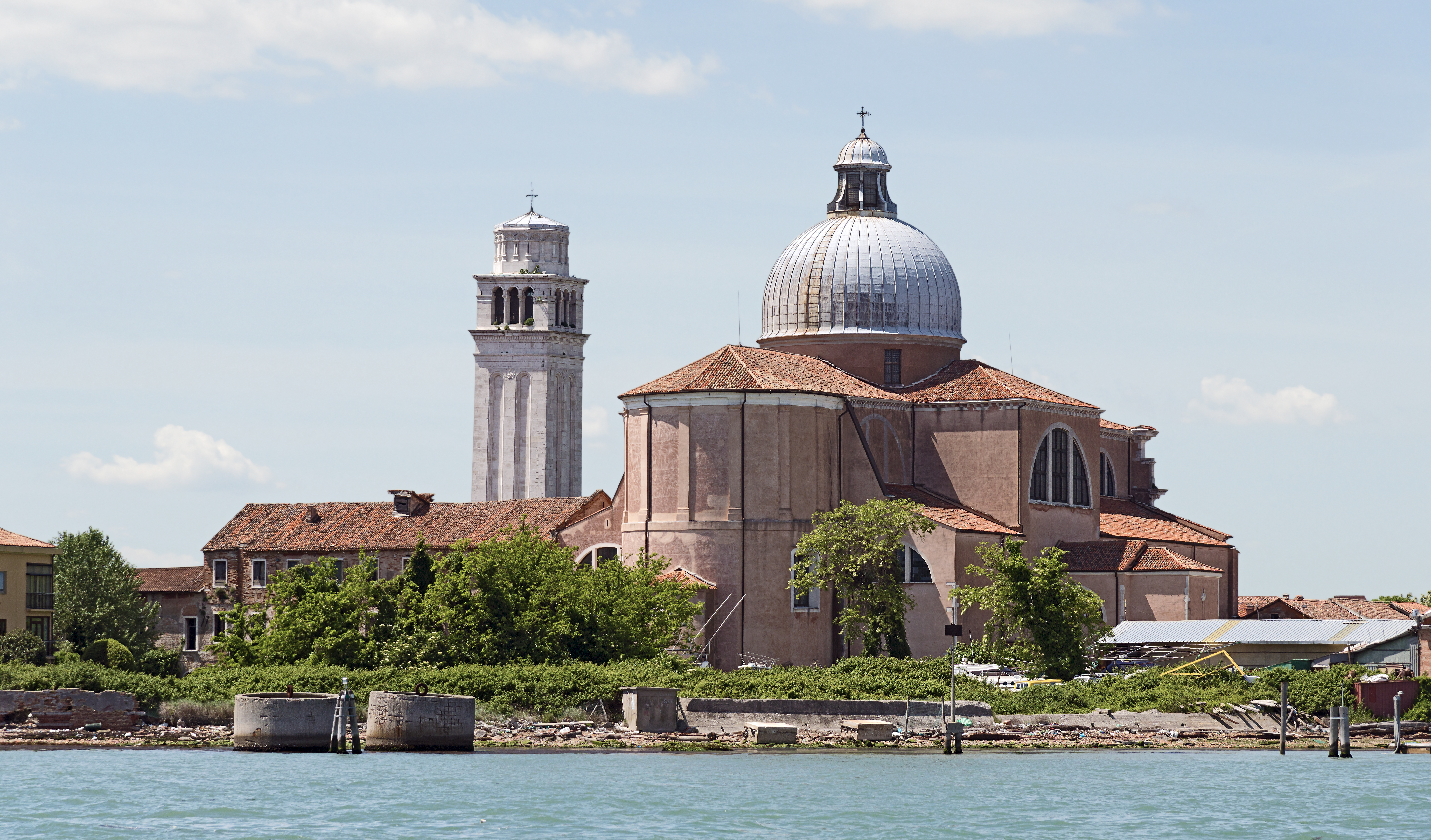
La basilique San Pietro
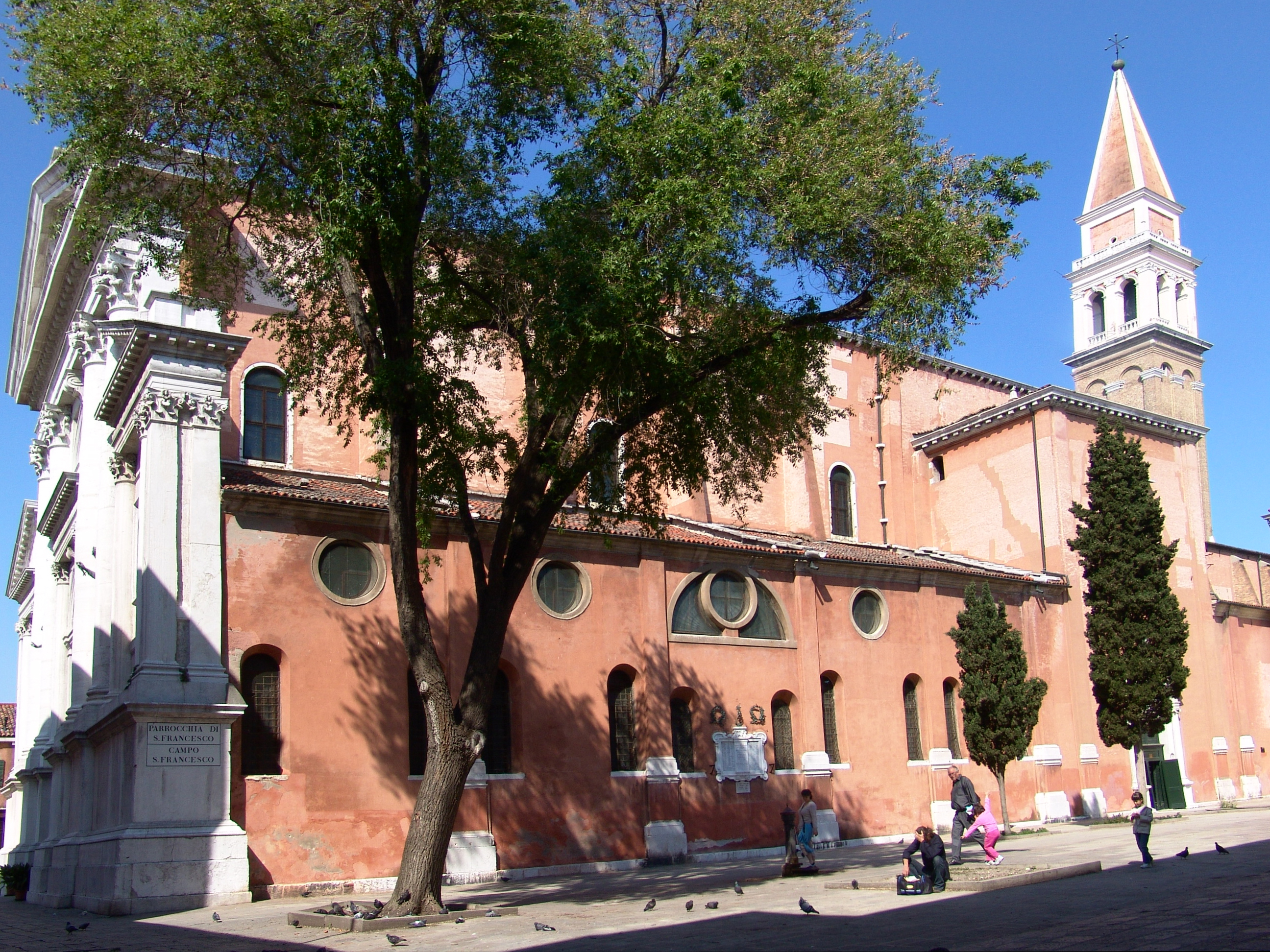
San Francesco della Vigna
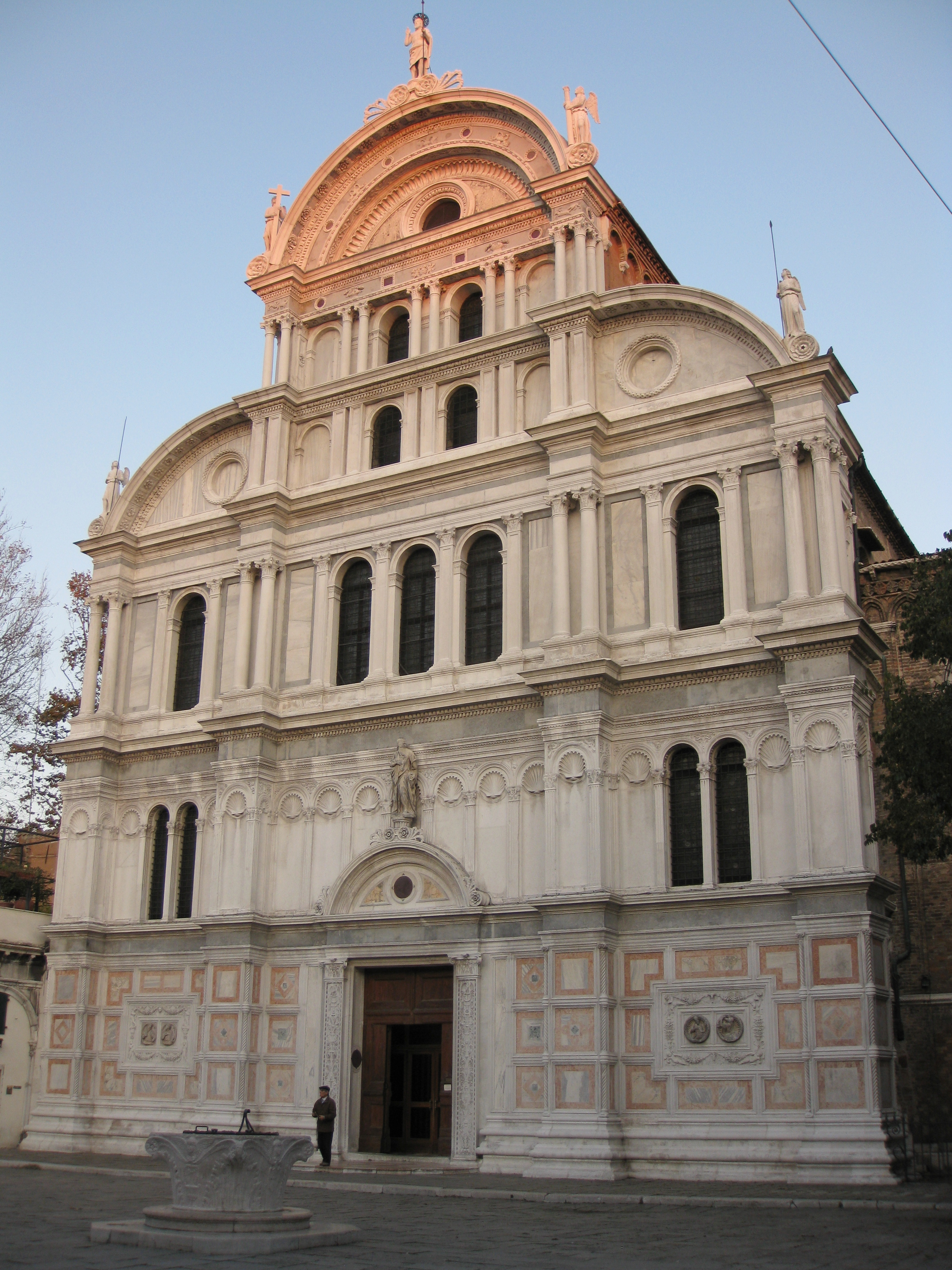
San Zaccaria
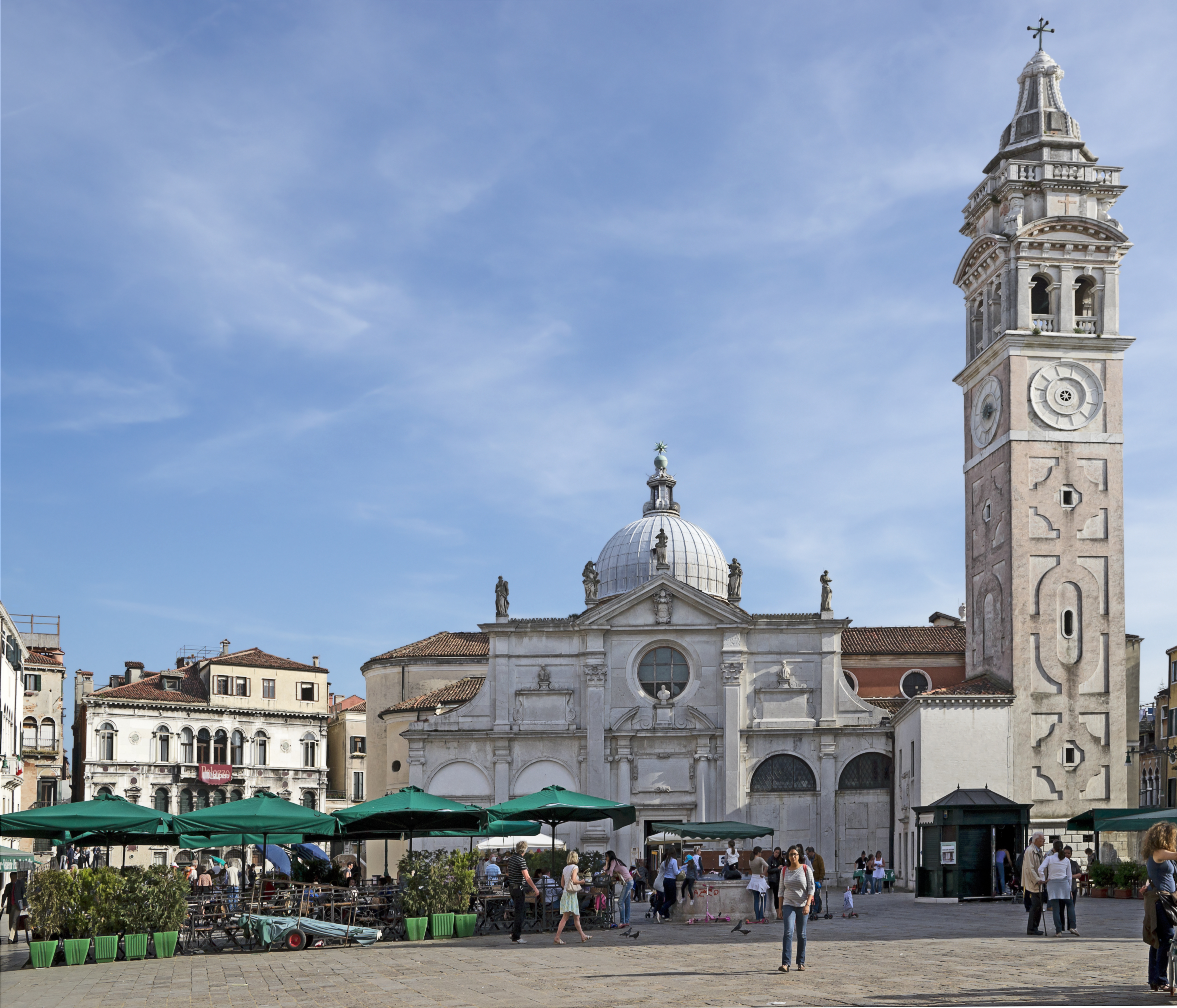
S.M. Formosa
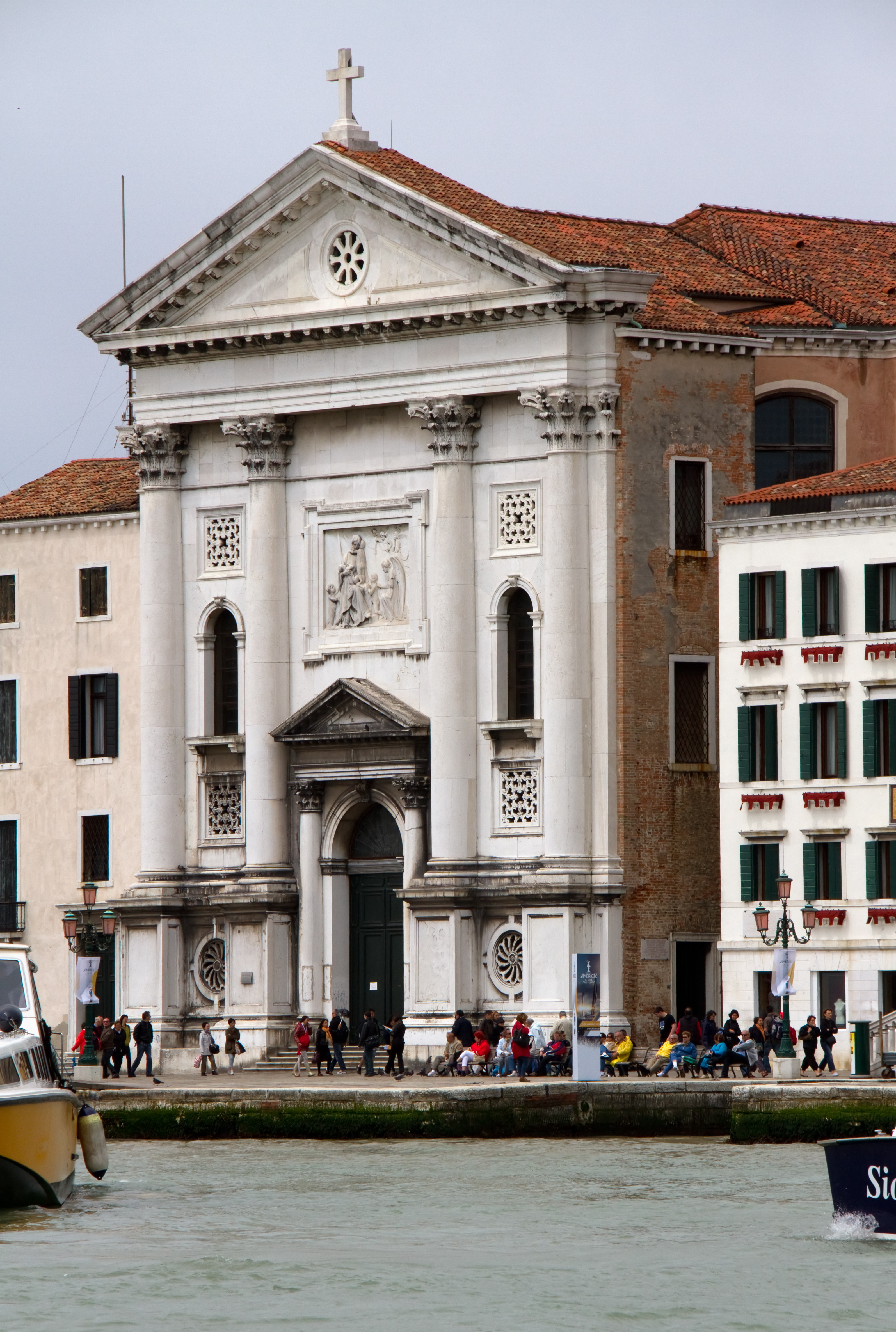
La Pietà
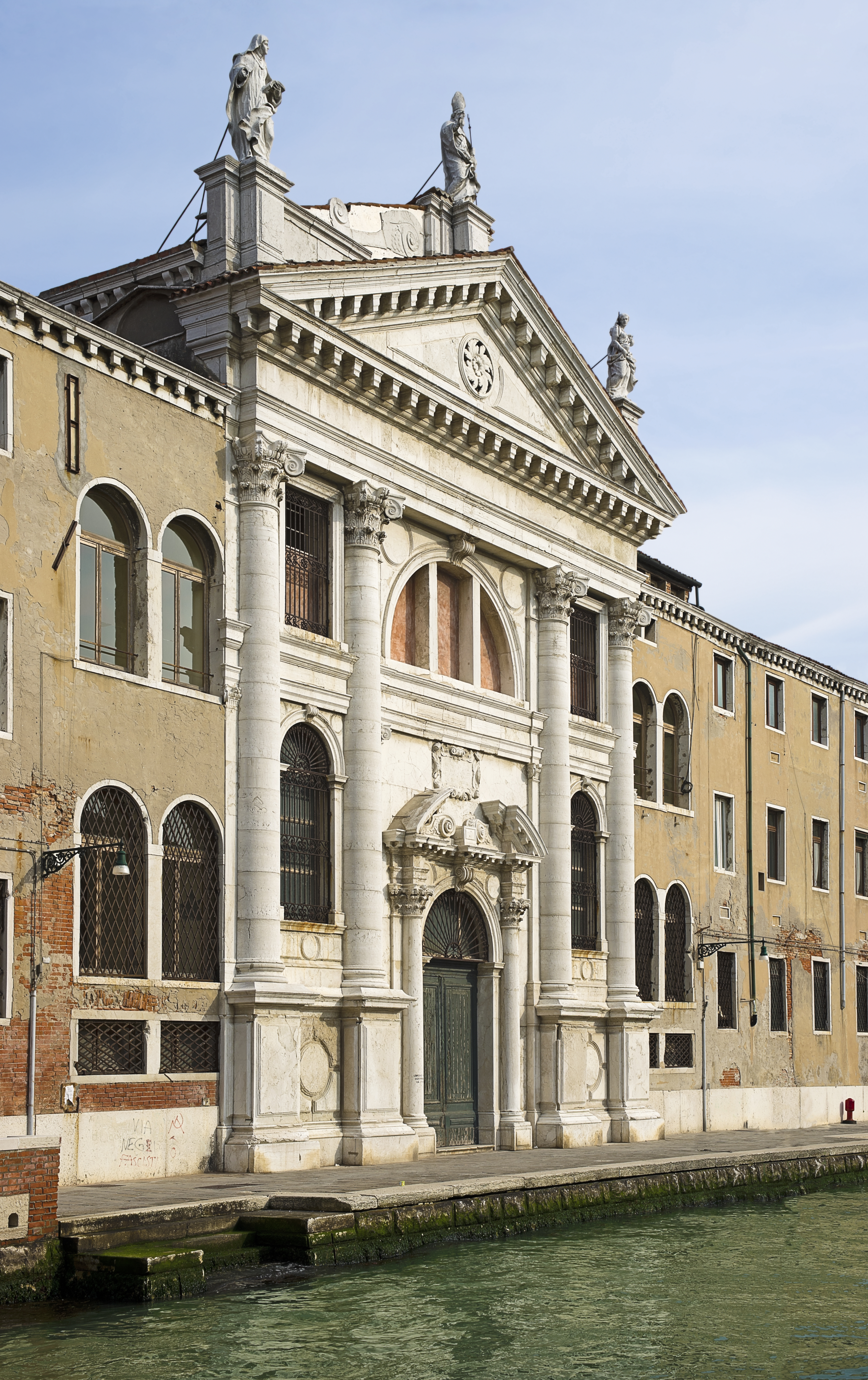
San Lazzaro dei Mendicanti
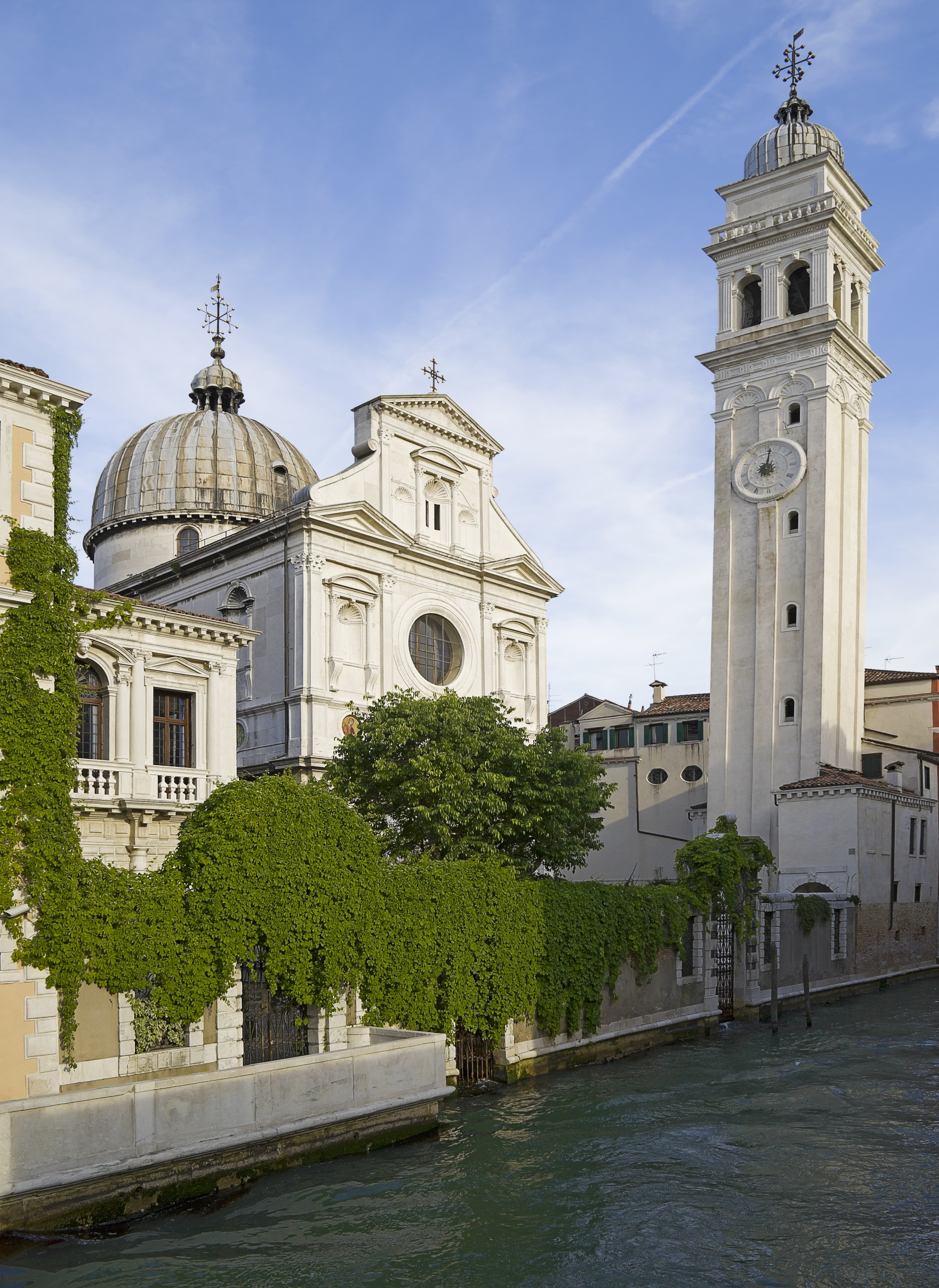
San Giorgio dei Greci

### Campos

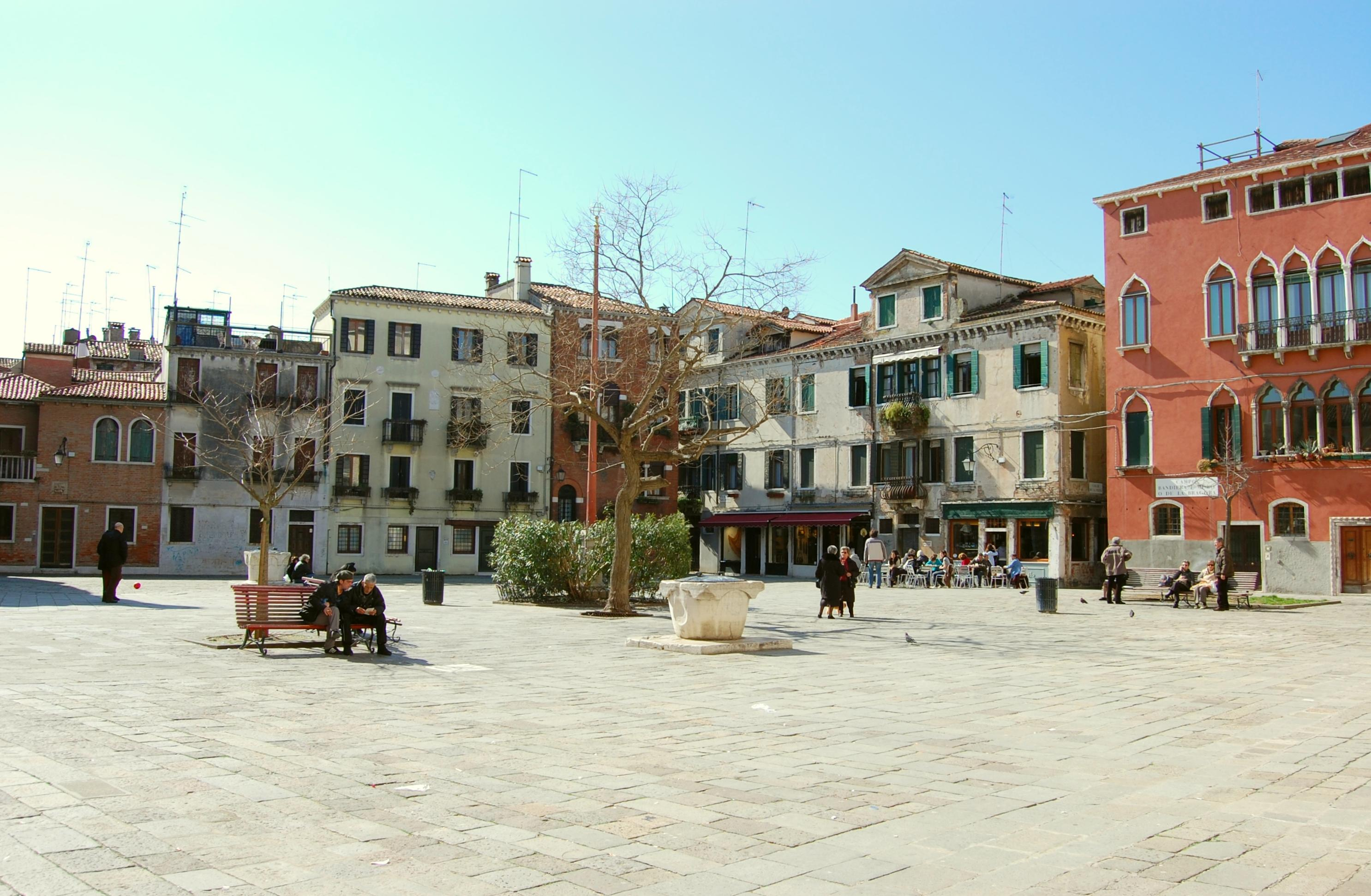
Campo Bandiero e Moro.
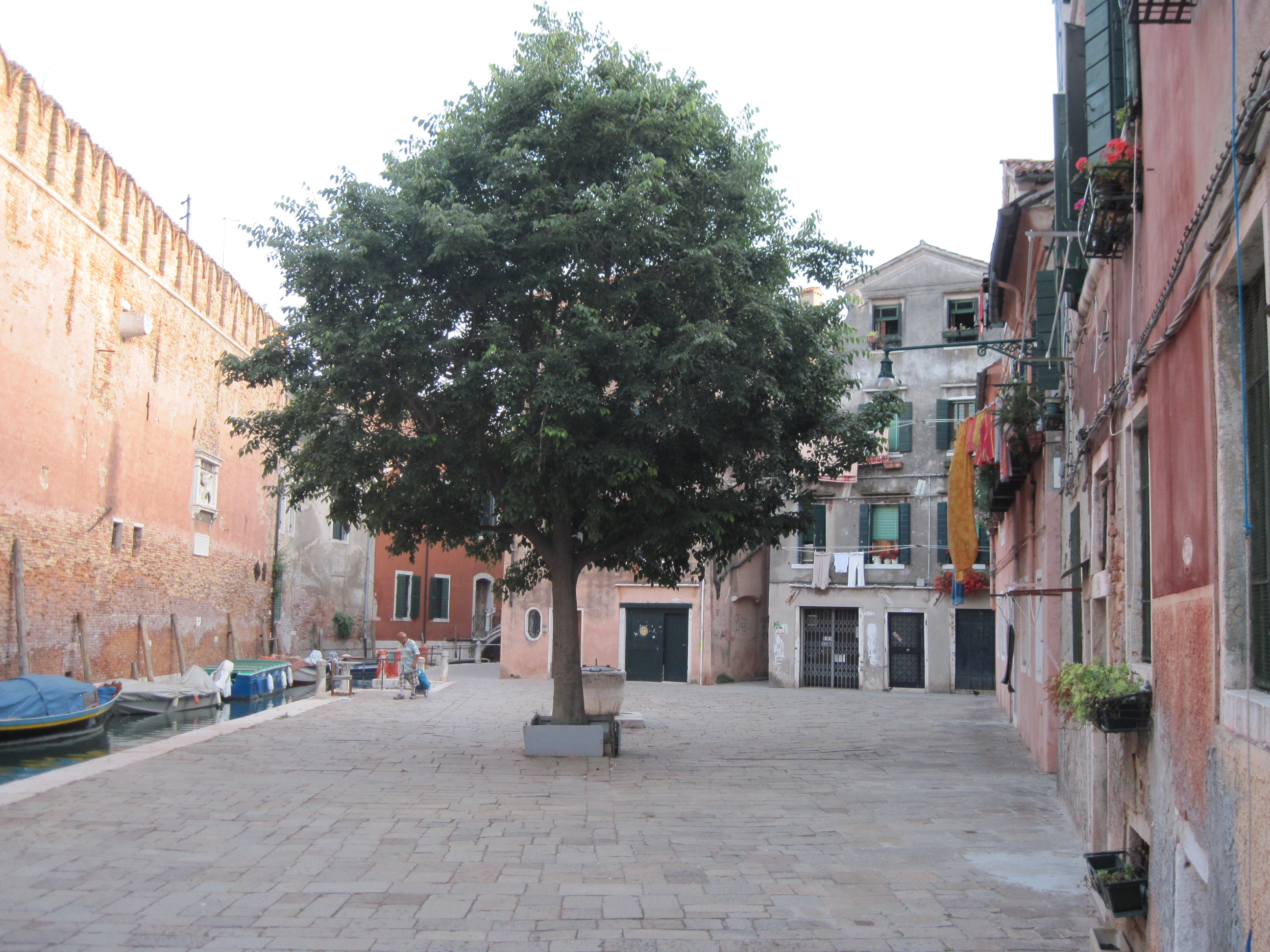
Campo delle Gorne.
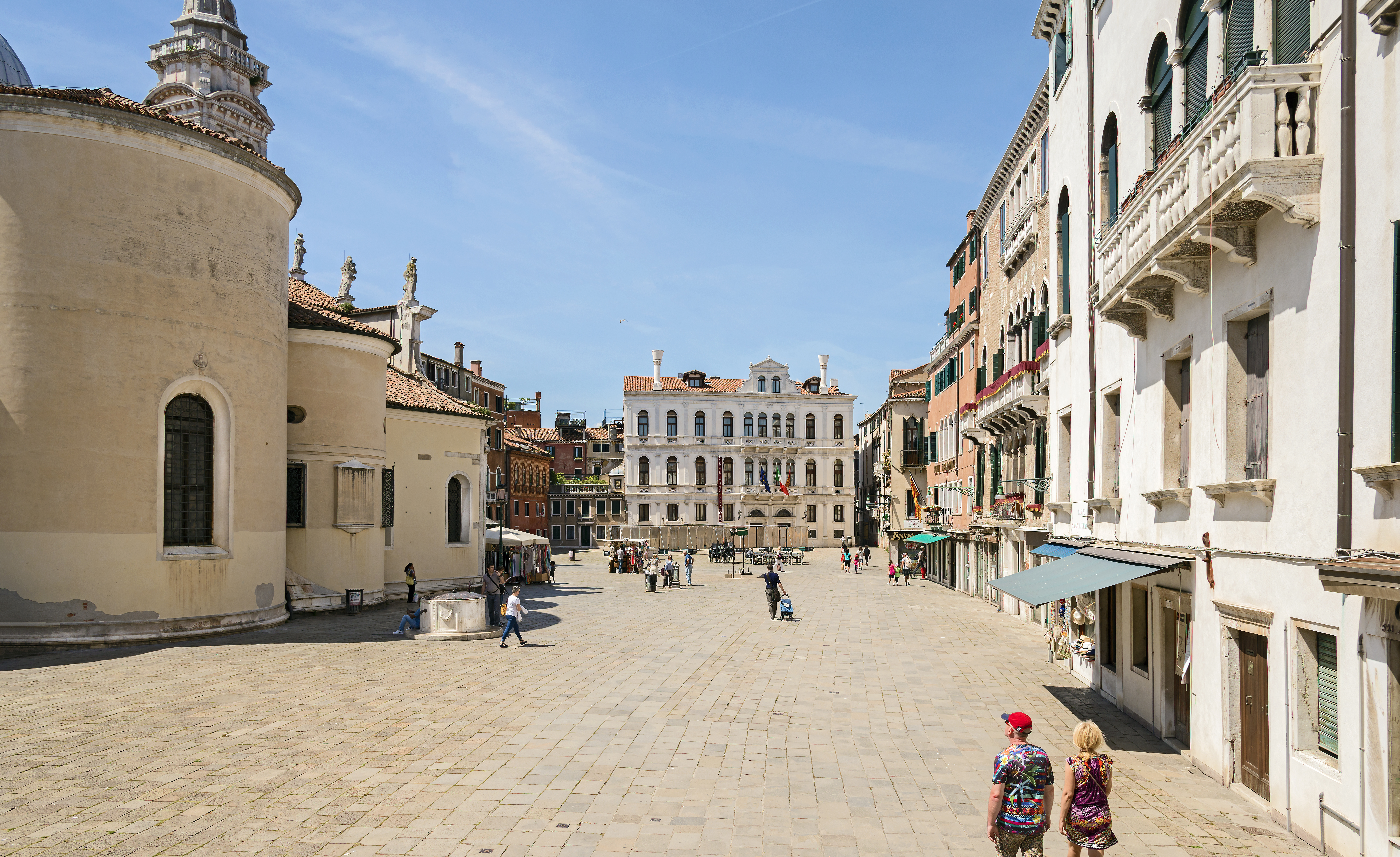
Campo S.M. Formosa.
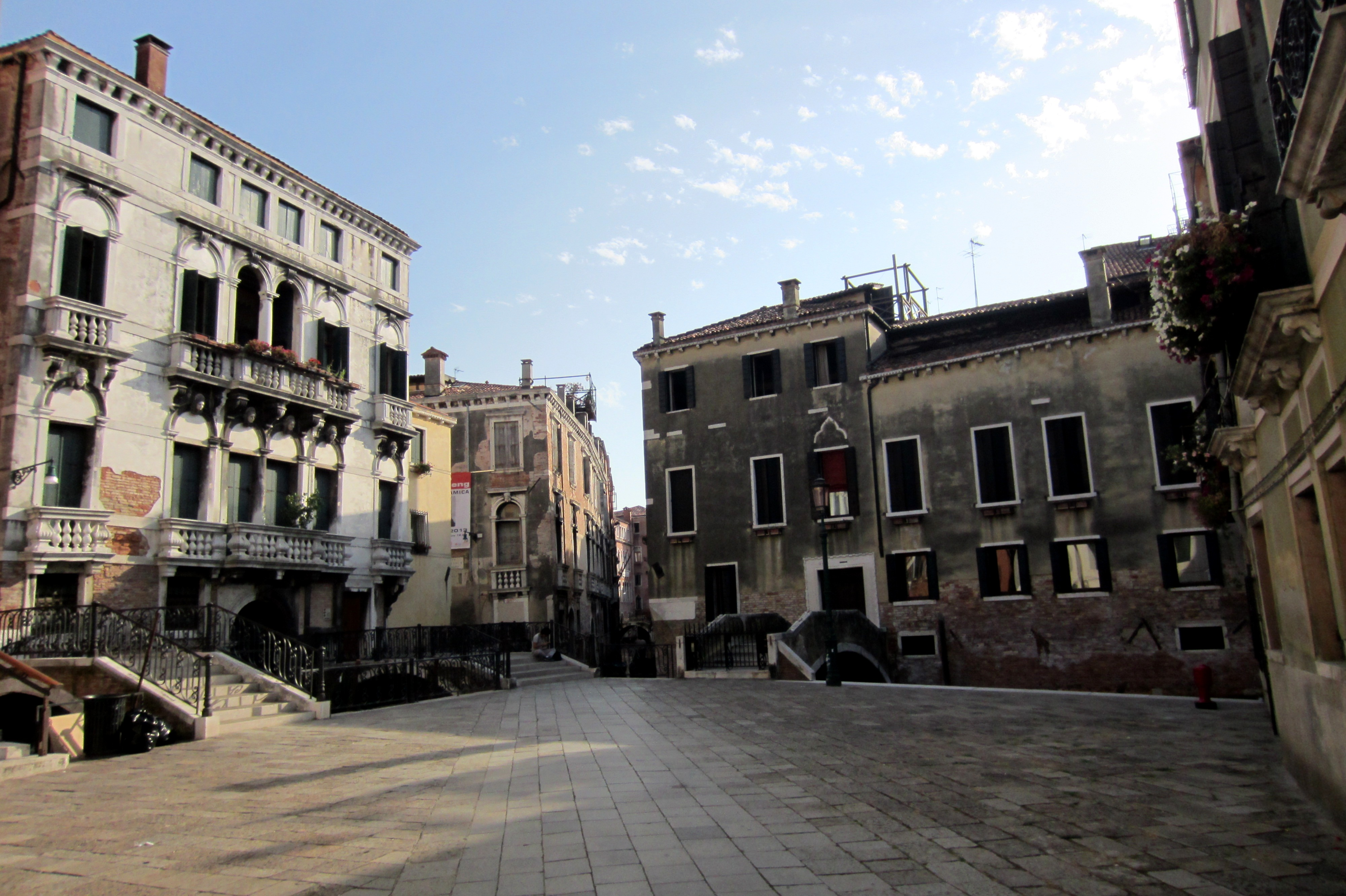
Campiello Querini-Stampalia.
Campo Santa Marina.
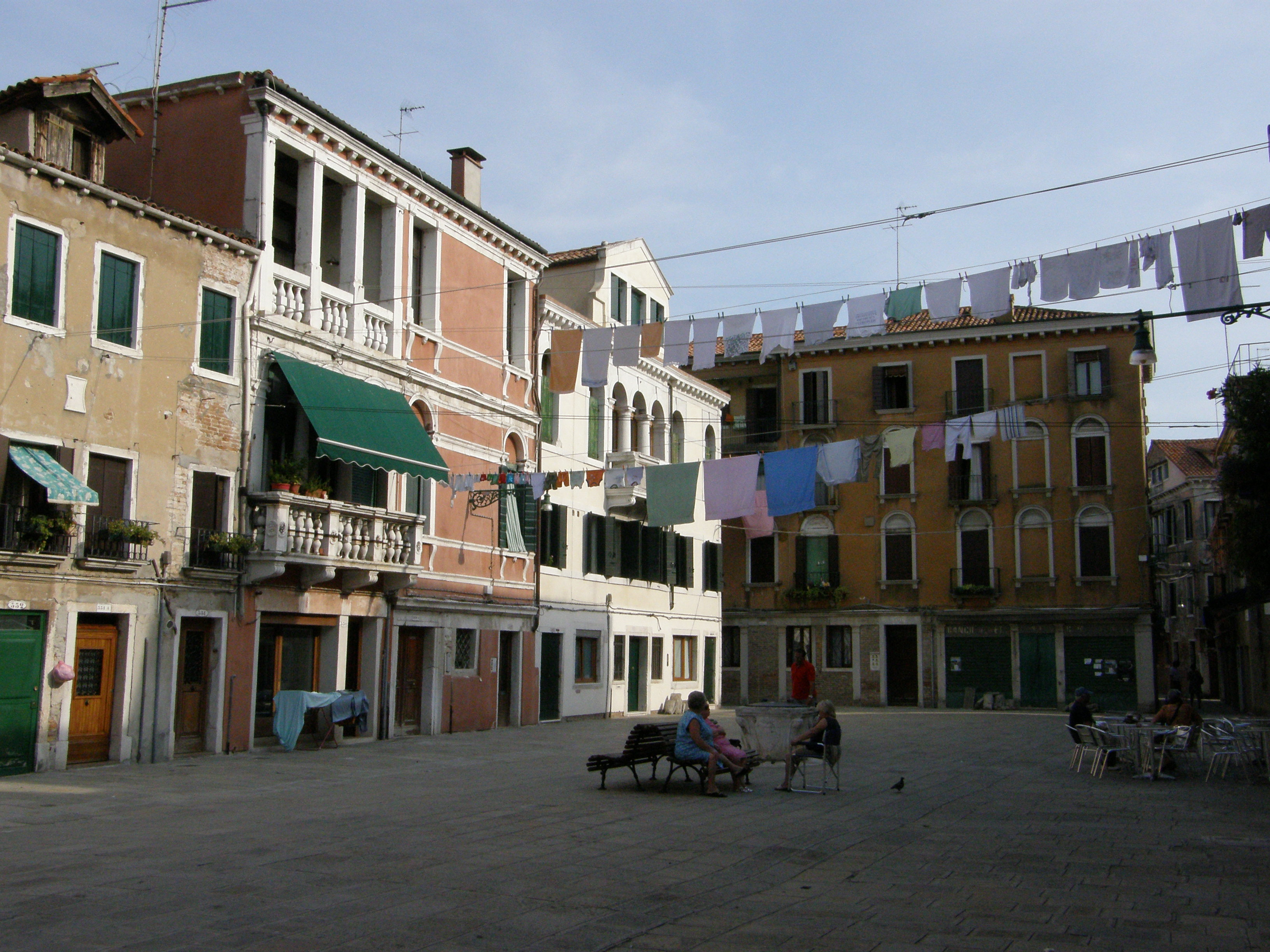
Campo di Ruga.
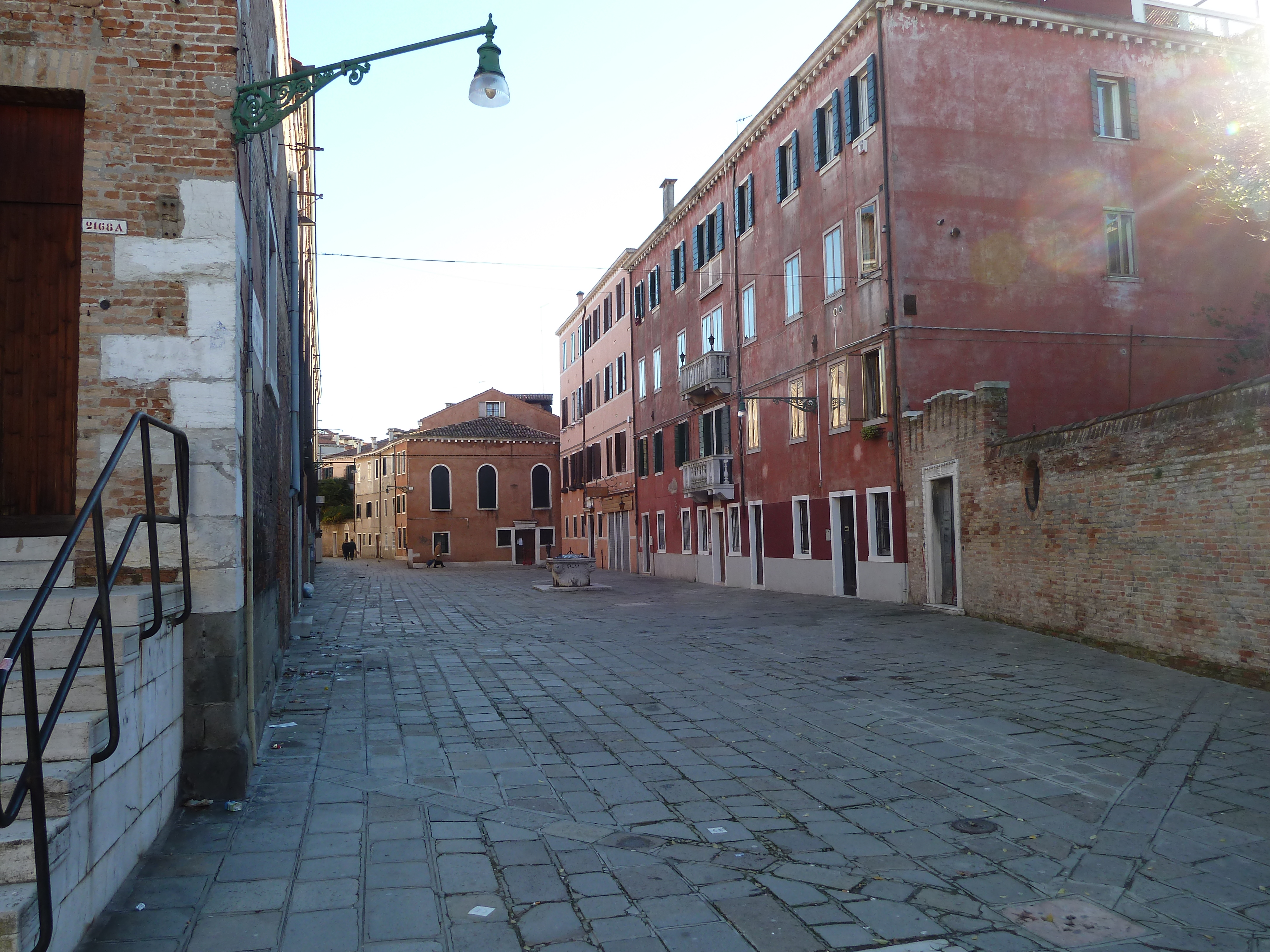
Campo della Tana.
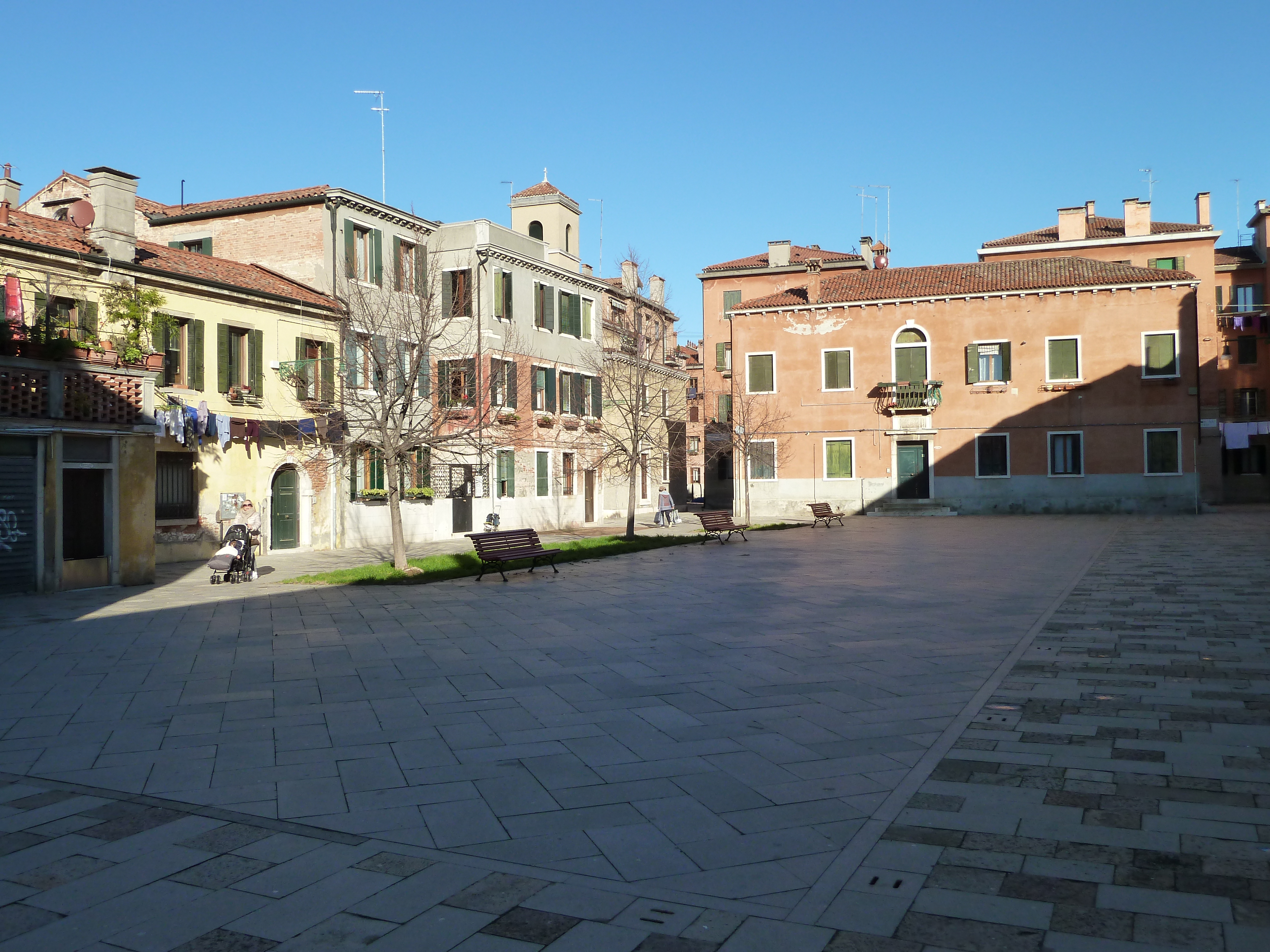
Campo della Celestia.

### Curiosités
Le sestiere héberge deux grandes scuole, la Scuola Grande di San Marco intégrée à l'hôpital de Venise, près de l'église de San Zanipolo et surtout la Scuola di San Giorgio degli Schiavoni, célèbre pour le cycle de Saint Georges, Saint Tryphon et Saint Jérôme de Vittore Carpaccio.
Élément de première importance dans l'histoire de la Sérénissime, l'Arsenal de Venise,  aujourd'hui propriété de la Marine militaire, fut le centre stratégique de sa puissance, le lieu de construction de navires qui n'eurent pas d'égaux pendant des siècles. Il abrite le musée d'histoire navale de Venise.
La rive sud du sestiere offre le fameux quai appelé Riva degli Schiavoni, d'après le nom des esclaves slaves qu'on y vendaient, qui constitue une des plus belles promenades de Venise avec les vues sur l'entrée du Grand Canal, le canal de la Giudecca et l'île de San Giorgio Maggiore.

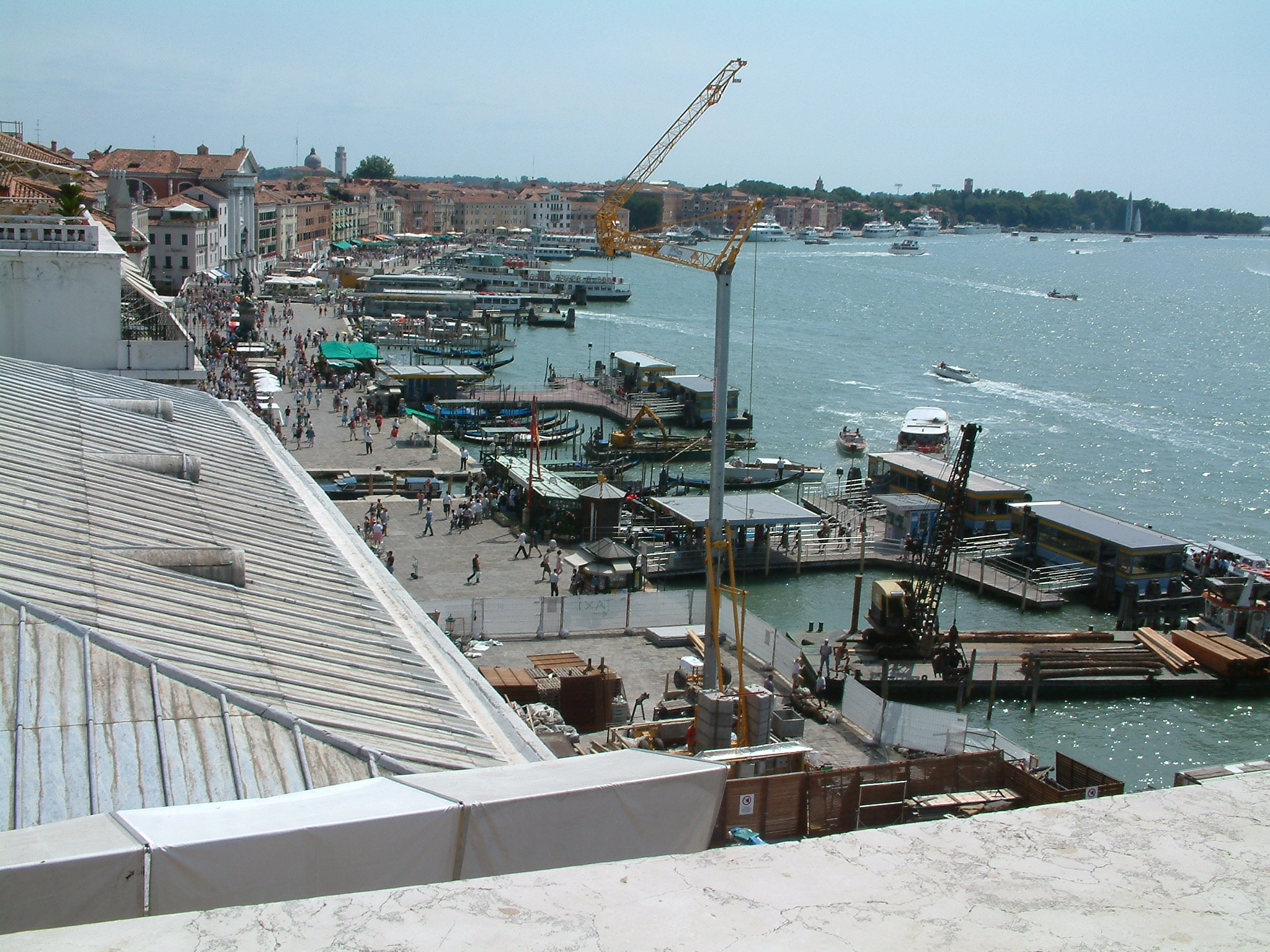
Le Riva degli Schiavoni.
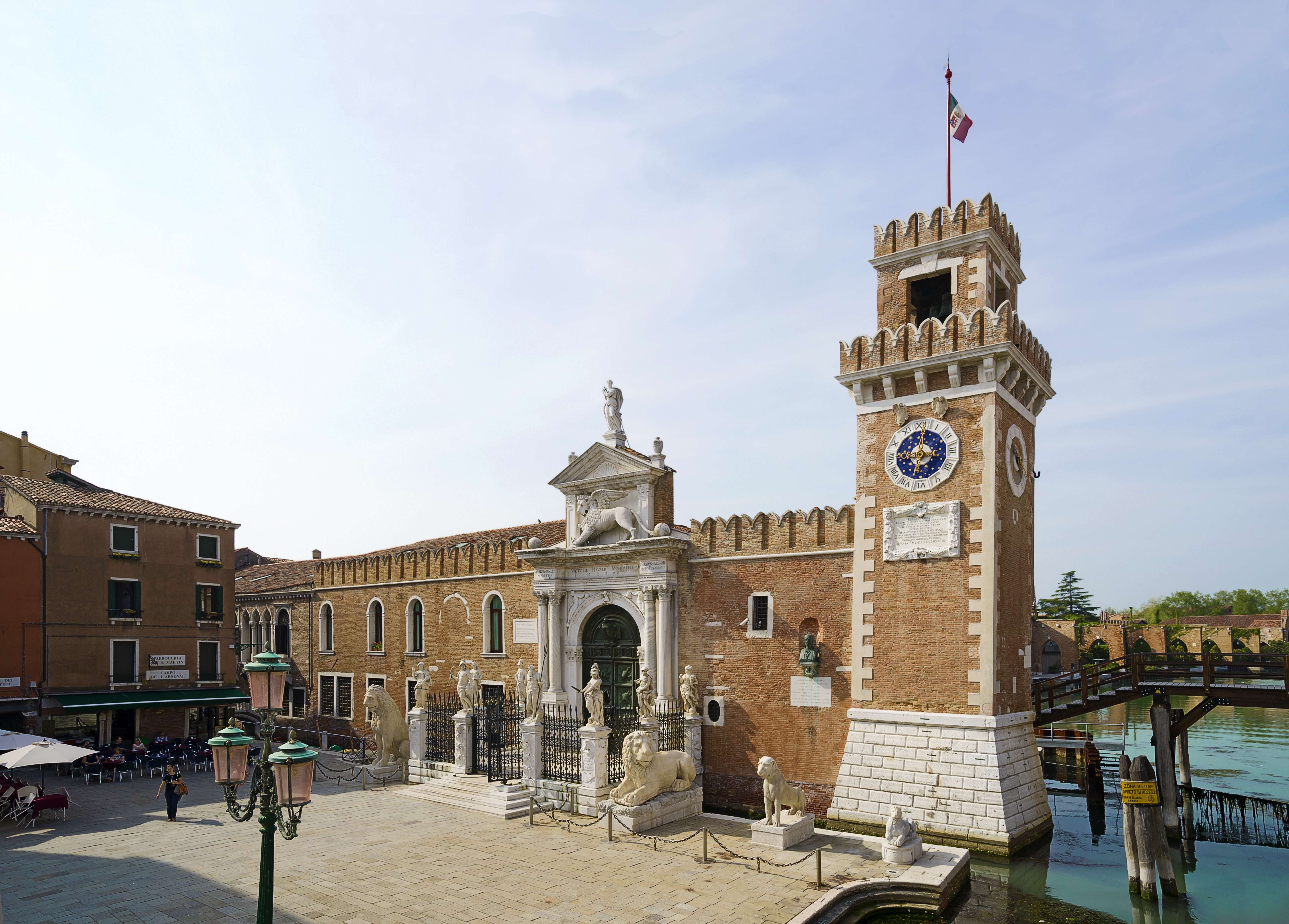
L'entrée de l'Arsenal.
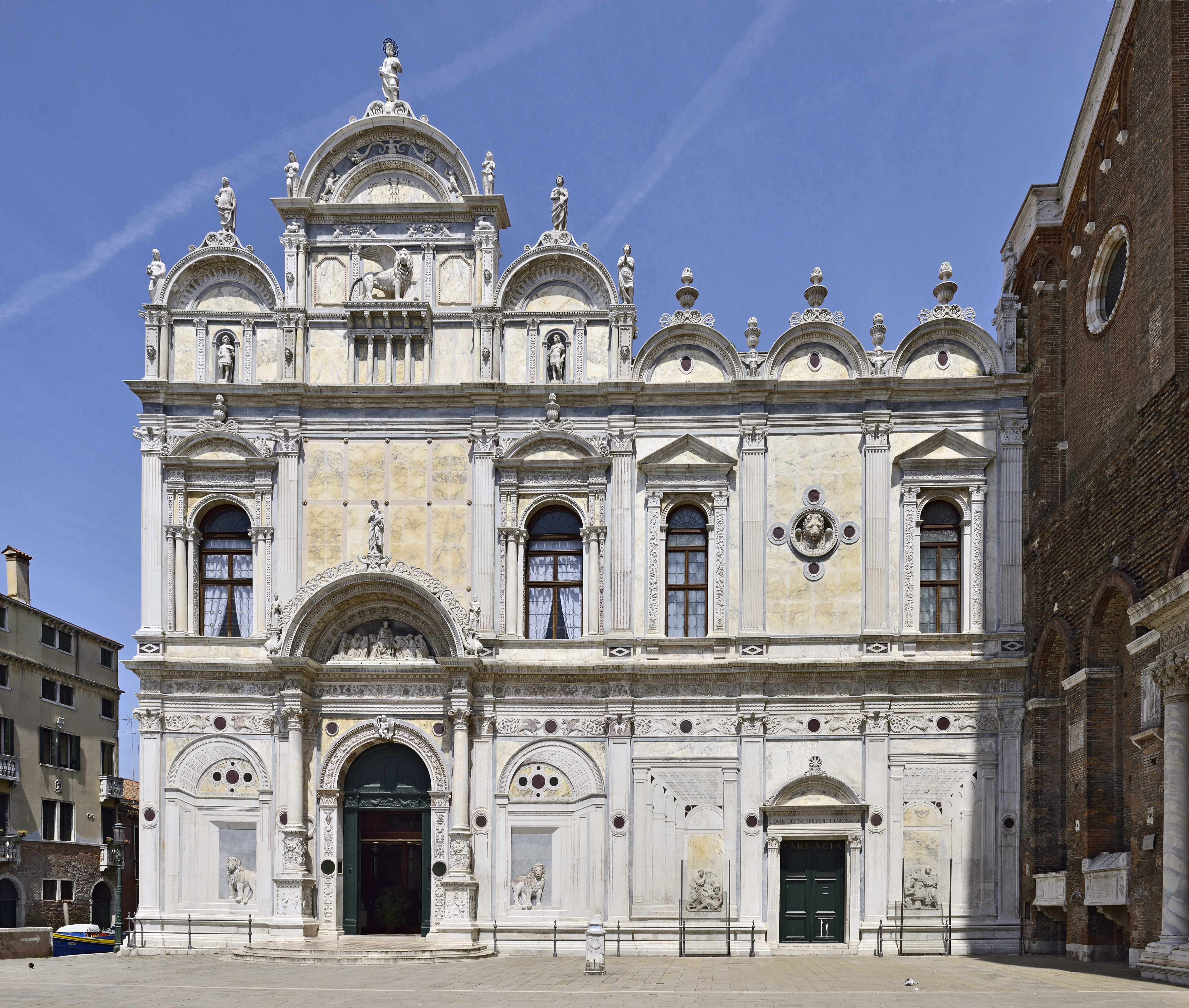
Scuola Grande di San Marco.
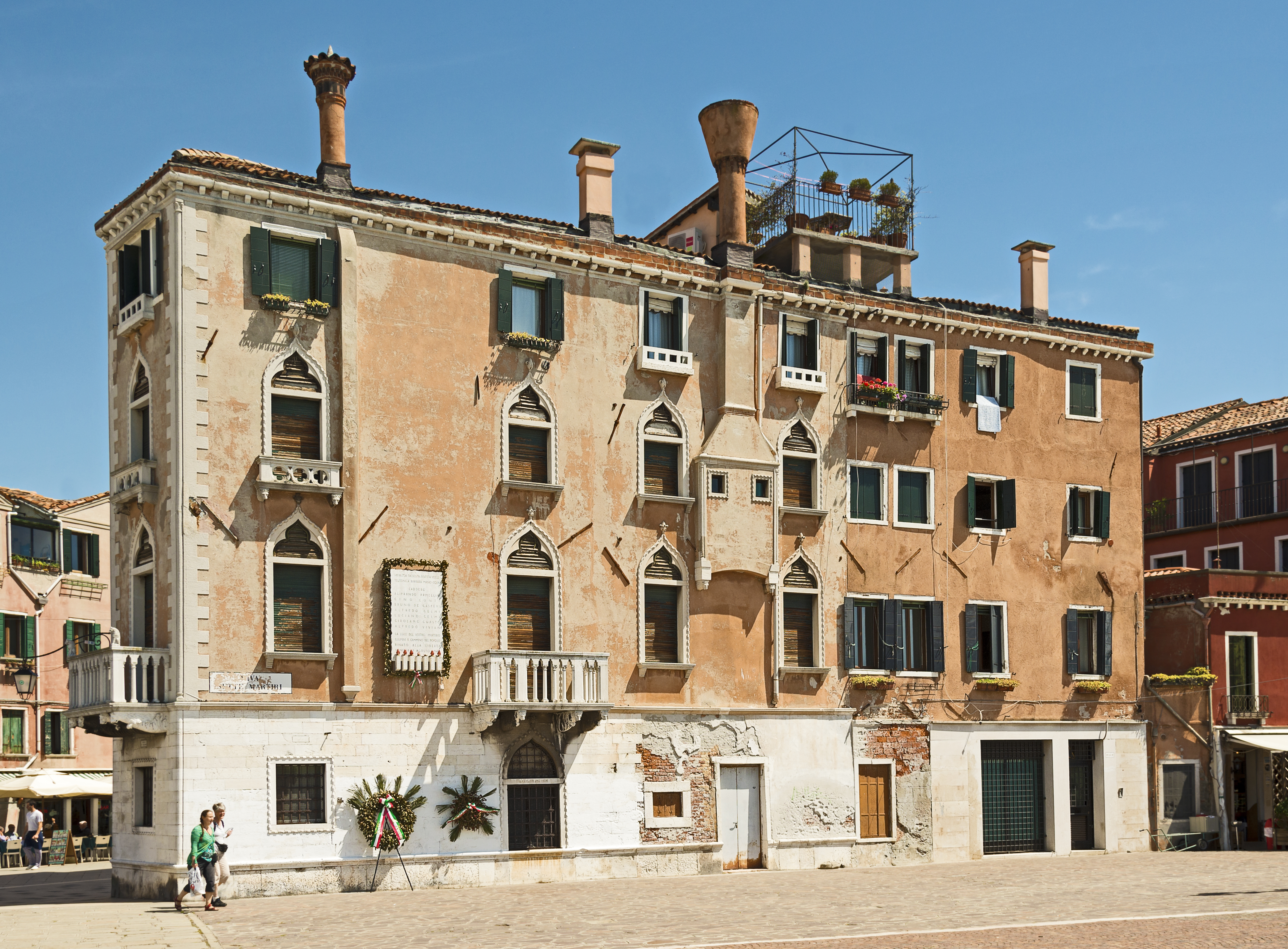
La Maison de Jean Cabot.
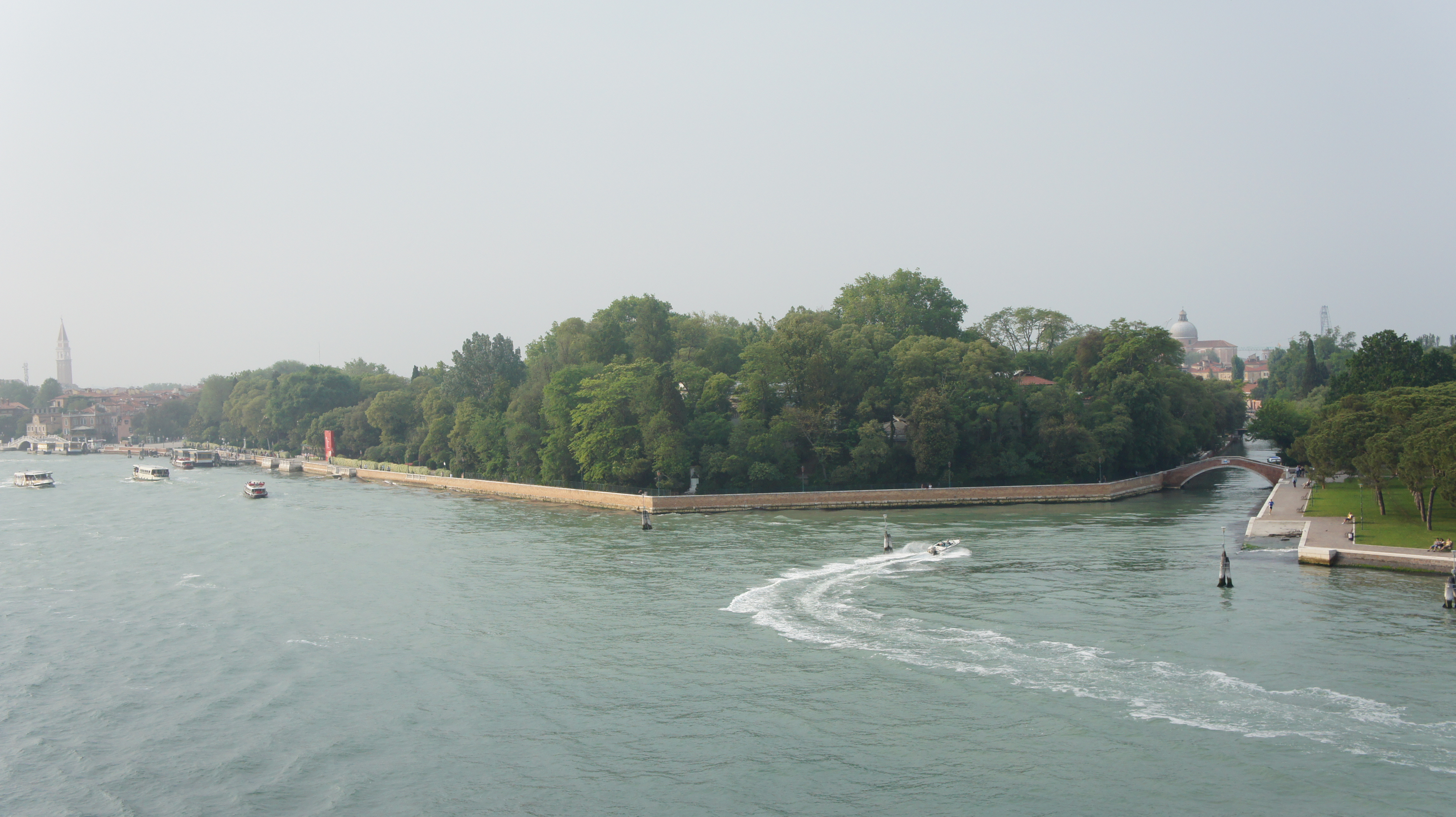
Giardini della Biennale.
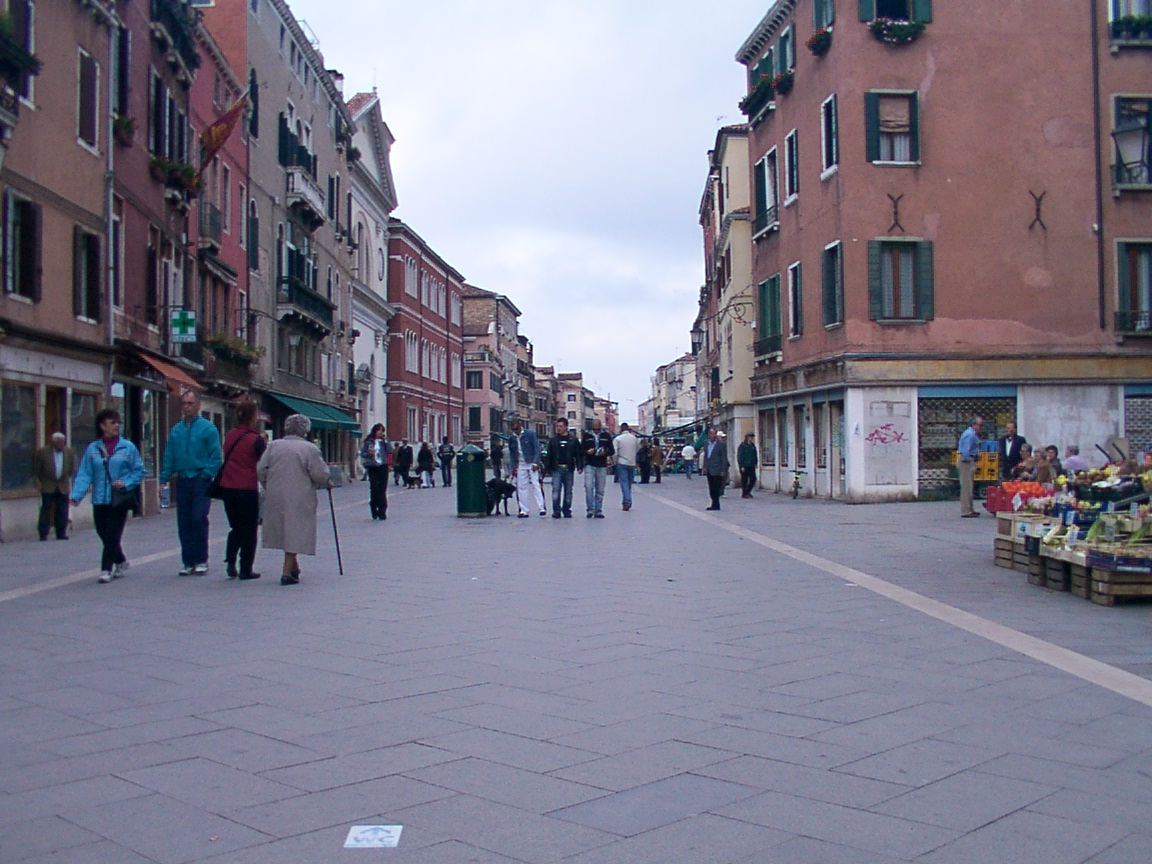
La Via Garibaldi.
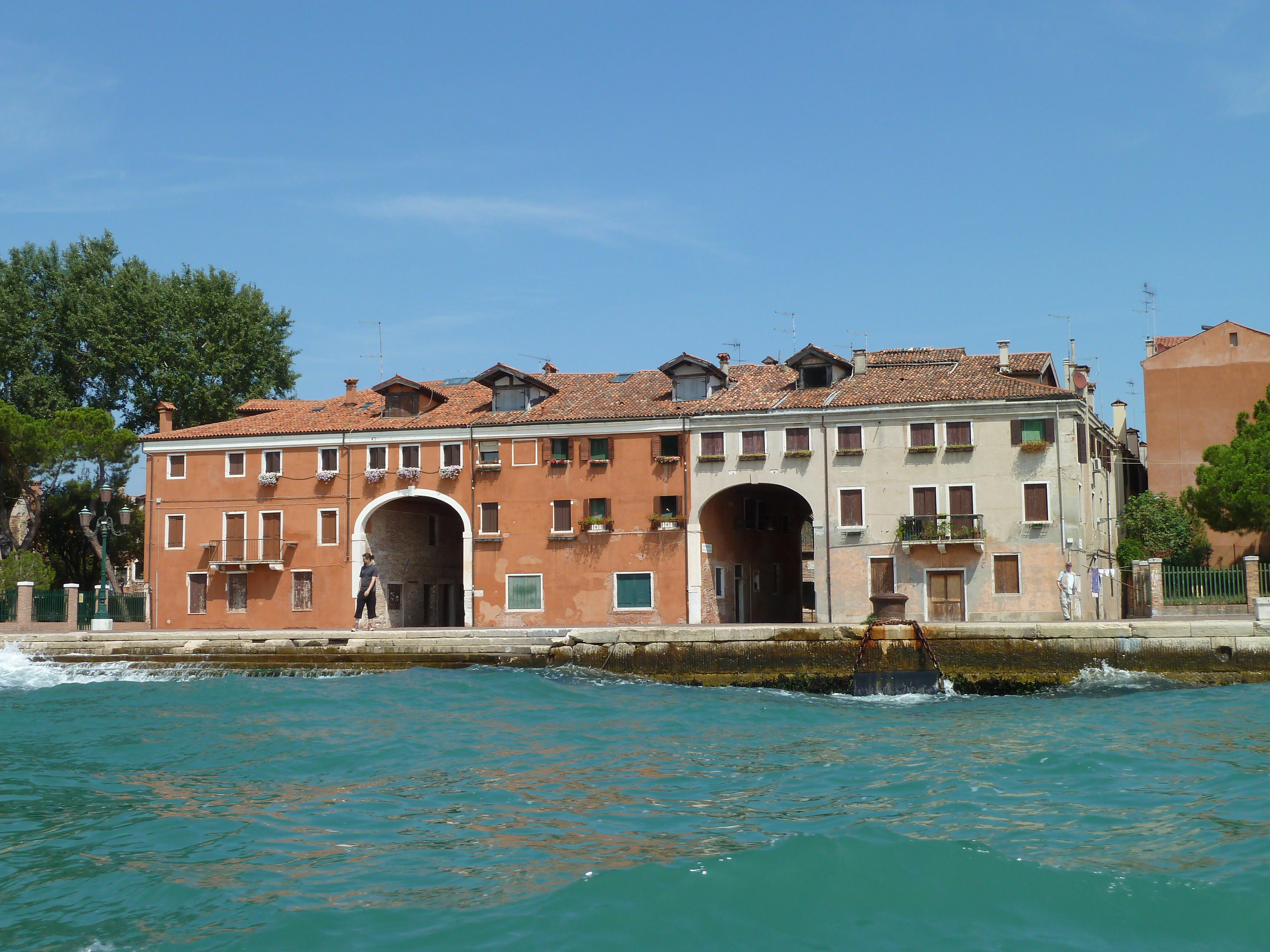
La Marinarezza.